# Oda Løvø Steinsvåg
Oda Løvø Steinsvåg (* 28. November 2000 in Bømlo) ist eine norwegische Volleyballspielerin.

## Karriere
Steinsvåg spielte zunächst Fußball, bevor sie als 14-Jährige mit Volleyball begann. Sie wurde beim Nachwuchsteam ToppVolley Norge in Sand ausgebildet. Außerdem gehörte sie zur Juniorinnen-Nationalmannschaft. 2019 wurde sie erstmals in die A-Nationalmannschaft berufen. Im Juli nahm sie mit Kirstine Larsdatter Garder an der Beachvolleyball-Europameisterschaft der U22 in Antalya teil. Anschließend wechselte sie zum deutschen Bundesligisten NawaRo Straubing.